# Haplosyllis anthogorgicola
Haplosyllis anthogorgicola är en ringmaskart som beskrevs av Huzio Utinomi 1956. Haplosyllis anthogorgicola ingår i släktet Haplosyllis och familjen Syllidae. Inga underarter finns listade i Catalogue of Life.